# Rise of the Robots
Rise of the Robots est un jeu vidéo de combat sorti en 1994 sur 3DO, Amiga, Amiga CD32, CD-I, DOS, Game Boy, Game Gear, Master System, Mega Drive et Super Nintendo. Le jeu a été développé par Instinct Design et Mirage Technologies et édité par Time Warner Interactive.
Il a pour suite Rise 2: Resurrection.

## Système de jeu
Le jeu est divisé en un mode solo et un mode deux joueurs contre. En mode solo, le joueur contrôle l'ECO32-2 Cyborg lorsqu'il affronte les serviteurs du superviseur dans les vastes installations d'Electrocorp. L'ordre dans lequel chaque droïde est combattu est fixé, chaque adversaire suivant étant plus difficile que le dernier. Le sixième et dernier niveau est une confrontation avec le superviseur droid lui-même. Chaque caractère est introduit par une courte séquence 3D pré-rendue, suivie d'une analyse des faiblesses potentielles.
En mode deux joueurs versus, un joueur contrôle le droïde ECO35-2 par défaut, tandis que l'autre choisit l'un des cinq droïdes observés en mode solo (un code de triche spécial peut également autoriser le superviseur). Les joueurs s'affrontent ensuite en deux ou sept rounds. Dans la version arcade, les joueurs sélectionnent dix-huit personnages mais chacun des six caractères a une palette de couleurs différente.

## Notoriété
Ce jeu est très connu pour sa médiocrité. Il avait, avant sa sortie, généré une attente considérable (graphismes révolutionnaires et musiques composés par Brian May). À sa sortie, le jeu a reçu un très mauvais accueil, notamment pour sa jouabilité médiocre et la pauvreté de son contenu. Il fait aujourd'hui partie des jeux de combat les moins bien notés de l'univers vidéoludique.
En 2014, GamesRadar+ considère qu'il s'agit du 100e jeu le plus mauvais de tous les temps .